# Leucopis bellula
Leucopis bellula is een vliegensoort uit de familie van de Chamaemyiidae. De wetenschappelijke naam van de soort is voor het eerst geldig gepubliceerd in 1889 door Williston.